# Tudat

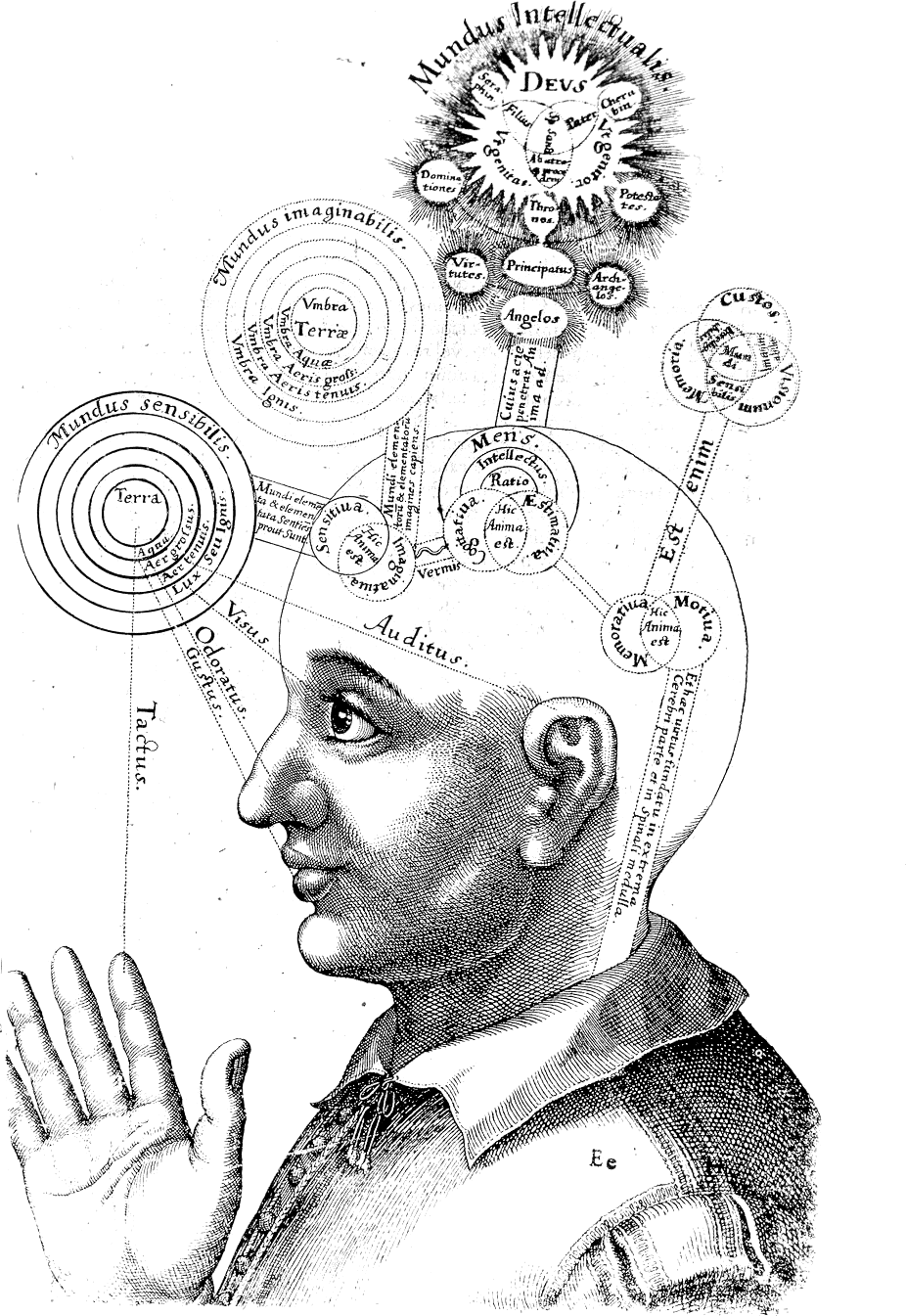
A tudat egyfajta ábrázolása 1619-ből

A tudat a filozófiában és a pszichológiában az agy legmagasabb rendű, csakis az emberre és állatokra jellemző funkciója, amelynek lényege, hogy célszerűen visszatükrözi a külső tárgyak tulajdonságait és kapcsolatait, megtervezi a cselekvést és következtet annak majdani eredményére. Képes valamely fokig világosan észlelni a saját létünkkel kapcsolatos jelenségeket. A tudati folyamatokban közvetett vagy közvetlen módon ezek hordozója, az „én” is megjelenik, azaz az éntudat a tudatfogalom szükséges része. A tudat emberi fogalom. Az állati pszichikumot, az állatoknak a tudatoshoz hasonló viselkedését az etológia, az ember által készített robotok ilyen irányú fejlődését a mesterséges intelligencia kutatása vizsgálja.
A tudat legszélesebb értelmében általában a szellemmel, a gondolkodással azonos értelemben is használatos a köznyelvben.
A tudat, mint az anyagi léttel szemben álló másik legszélesebb kategória, a filozófia alapkérdésének, az anyag és tudat egymáshoz való viszonyának egyik oldalát képezi.

## A tudatfogalom a különböző tudományágakban
A tudat több tudományág, így a filozófia és a lélektan mellett az orvostudomány tárgya. A különböző tudományágakban, valamint a hétköznapi életben a tudatfogalomnak különböző, de egymással összefüggő megjelenési formái vannak.
- A „tudat” így vonatkozhat a bennünk felhalmozott tudati élmények, képzetek, fogalmak összességére, mindarra, ami egy személy számára éber állapotban tudatos.[2]
- Továbbá a „tudat” fogalma alatt érthetjük azt a tényt, lelki élményt, hogy tudunk valamiről („a veszély tudata”, „tudatában van valaminek”, „tudatára ébred valaminek”). Freud és a behaviorizmus előtt a tudósok úgy vélték, hogy minden lelki jelenség hozzáférhető a saját tudatunk számára. Azóta ezt kétségbe vonták, majd a 20. század végén a kognitív pszichológia újra nagyobb, bár korlátozott szerepet tulajdonított a tudatnak, kiemelve, hogy számos bonyolult elemzési, döntési feladatot minden tudatosság nélkül végzünk. A modern pszichológia tárgya a tudat különböző aspektusaink kutatása. Az öntudat és az éntudat kialakításában fontos szerepe van a környezetnek, a tudatos társaknak, a velük folytatott, főleg nyelvi kommunikációnak.[2]
- A „tudatalatti” lélektani fogalom, ami a tudat értelmi középpontján kívül eső lelki folyamatokkal, a tudatalatti vagy a tudattalan jelenségeivel foglalkozik.[2]
- Az „öntudat” az éberséget jelenti, ami szükséges a tudatos lelki működéshez.[2]

A tudaton szűkebb értelemben a logikai absztrakt gondolkodás értendő, ez teszi lehetővé a valóság megismerését. Tágabb értelemben beletartoznak a pszichikai tevékenység más formái is, az érzékelés, az emlékezés, a érzelem és az akarat, valamint mindezek kölcsönhatásai. A tudat azonban nem azonos a pszichikummal, mert az a tudatalattit, a tudattalant is magába foglalja, bár közöttük nincs merev határvonal.

## A tudat materialista felfogása
A dialektikus materializmus a tudatot az anyagi lét fejlődése eredményének, és annak visszatükröződésének tekinti. A tudat eszerint az objektív világ visszatükrözése az emberi agyban. Ez az agy legmagasabb rendű funkciója, ami csak az emberi szervezetben fordul elő. Lényege, hogy a visszatükrözés célszerű formában történik, az így kapott kép megfelel a külvilágban lévő tárgyak és jelenségek objektív formáinak és kapcsolatainak. A tudat ezen az alapon megalapozza a cselekvést, megoldja az ember, valamint az őt körülvevő természeti és társadalmi valóság közötti kapcsolatok szabályozását.
A tudat élettani alapját, és idegrendszeri lefolyásának jellegét tekintve, végső soron, bonyolult reflexfolyamat, ami az agyban, a földi élet legmagasabban szervezett formájában megy végbe. A korábbi mechanikus materializmus álláspontjával szemben azonban a tudat nem azonos a magasabb idegműködéssel, az agy a tudatnak nem forrása, hanem a szerve. A dialektikus és történelmi materializmus álláspontja szerint a tudat kialakulásának az okát az emberi testen, az agyon kívül, az emberré válás folyamatában, a természeti és társadalmi környezettel létrejött kölcsönhatásban, az objektív valóság feltételeihez történő alkalmazkodásban kell keresni. Ez a hatás az ember által, csoportban végzett tevékenység különböző formái, főleg a munka révén érvényesül.
A tudatot végső soron az objektív világ tárgyainak és jelenségeinek a hatásai determinálják. (Leegyszerűsítve: „A lét határozza meg a tudatot”.) Ez az emberi tevékenység, a természeti és társadalmi környezettel létrejött kölcsönhatás révén érvényesül. Ugyanakkor ezeken a kereteken belül a tudat jelentős, bár viszonylagos önállósággal rendelkezik.
Az emberi agyban a visszatükrözés tárgya átalakul és szubjektív eszmei formát ölt. Az eszmei egyben valóságos is, mivel létezik. A tudat fő létezési módja az embernek a nyelven alapuló gyakorlati vagy elméleti tevékenysége.

### Marx a létről és a tudatról
„Életük társadalmi termelésében az emberek meghatározott, szükségszerű, akaratuktól független viszonyokba lépnek, termelési viszonyokba, amelyek anyagi termelőerőik meghatározott fokának felelnek meg. E termelési viszonyok összessége alkotja a társadalom gazdasági szerkezetét, azt a reális bázist, amelyen egy jogi és politikai felépítmény emelkedik, és amelynek meghatározott társadalmi tudatformák felelnek meg. Az anyagi élet termelési módja szabja meg a társadalmi, politikai és szellemi életfolyamatot egyáltalában. Nem az emberek tudata az, mely létüket, hanem megfordítva , társadalmi létük az, amely tudatukat meghatározza.”

– Marx: A politikai gazdaságtan bírálatához. Előszó.

### A tudat kialakulása, fejlődése
Az emberi tudat az állati pszichikumból alakult ki részben biológiai, nagyobbrészt pedig társadalmi tényezők, elsősorban a közösen végzett, a legszélesebb értelemben vett emberi munka eredményeképpen.
A tudat társadalmi és történeti jelenség, mivel kialakulásának és fejlődésének alapja, az emberi munka, valamint megvalósulásának eszköze, a nyelv egyaránt társadalmi és történelmi meghatározottságú. A tudat társadalmi-történeti jellegű azért is, mert az mindig a történeti fejlődés meghatározott szintjén élő konkrét ember tudata. Az egyéni tudat a kor uralkodó társadalmi tudatának része, de azon belül jelentős önállósággal bír.

### A tudat tárgya, tartalma, szerepe
A tudat tárgya az objektív valóság, mégpedig annak mindhárom szegmense: a természet, a társadalom és saját maga, az emberi tudat is. A tudat szerve az emberi agy, hordozója pedig a történetileg konkrét személyiség, az ember. A tudat tartalma a történetileg összegyűlt és szakadatlanul bővülő emberi ismeretek halmaza. A tudat fejlődésének ösztönzői az emberi szükségletek és a társadalom érdekei. A tudat aktív tényező, egyrészt a társadalmi fejlődés terméke, másrészt szükséges előfeltétele a további, gyakorlati és elméleti előrehaladásnak.

## Idealista álláspontok
Sigmund Freud a lelket szerkezethez hasonlította, amit különböző részekre bontott. Először az 1900-as Álomfejtés című művének VII. fejezetében mutatta be topográfiai modelljét. A modell a lelki szerkezetet három részre, a tudattalanra, a tudatra, a tudatelőttesre tagolta.
A lélek belsejében található a tudattalan tartomány, amely nem hozzáférhető a tudat számára; akadályoztatva van, örömelv vezérli; leíró értelemben kettő (elfojtott tudattalan és tudatelőttes), dinamikailag csak egy (elfojtott tudattalan) létezik, tudatelőttes könnyen (szókapcsolatok révén) tudatossá tehető, elfojtott tudattalan csak bizonyos technikák, pl. hipnózis révén. Az elfojtott vágyak összessége. Ezeknek a vágyaknak az a jellemzőjük, hogy nincsenek alávetve az idő hatalmának: ha egyszer egy vágy megjelent a tudattalanban, akkor az örökre megmarad, még akkor is, ha a lelki élet már túlhaladt rajta. A lelki szerkezet felszínén,akár egy áttetsző réteg, a tudatos tartomány, valóságelv vezérli; amely a személy számára az adott pillanatban elérhető tartalmakat hordozza; nem folytonos állapot, ami tudatos válhat tudattalanná és fordítva; szavakba lehet önteni. A külső vagy a belső világra irányulva jelenvalóvá teszi számunkra az érzeteket, képzeteket, érzelmeket.
Freud hangsúlyozza, hogy a lelki szerkezetben gondolatok és egészen bonyolult gondolatmenetek is létrejöhetnek a tudat közreműködése nélkül, sőt a lelki szerkezetnek csak egy nagyon kicsi része a tudatos, a gondolatok nagy részének nincs kapcsolata a tudatos résszel. Sokszor előfordul, hogy egy-egy gondolatmenetet idő előtt befejezünk, vagy azért, mert elterelődik a figyelmünk, vagy azért, mert olyan témák, vágyak felé kalandozunk, amelyet elfogadhatatlannak tartunk. Ettől azonban a gondolatmenet tovább szövődik, csak most már a tudat ellenőrzése nélkül.
A kettő között helyezkedik el a tudatelőttes, vagyis az emlékeink összessége, amik nem tudatosak, de tudatossá tehetők.Ezeket a lélekrészeket Freud instanciáknak nevezte el. A tudattalanban Freud az ösztönöket és az elfojtott vágyakat helyezte el. A tudatelőttes szerinte emléknyomokat és szóképzeteket tartalmaz.
Ha tudatunkban vagyunk, akkor többféle dolgot észlelünk (alak, tér, távolság, idő, mozgás). Térbeli észleléskor a hosszúságot, a területek nagyságát, a tárgyak térfogatát érzékeljük. Legfontosabb a látási inger, ezért leggyakrabban látási illúziónk (optikai csalódás) lehet.
Az érzékelés különleges formája a megfigyelés, amely céltudatos. A többi lelki folyamat kíséri: figyelem, emlékezés, képzelet, fantázia, gondolkodás, érzések stb.
Képzelőerő: a képzetek kialakításának a képessége. A képzetek azoknak a tárgyaknak a jelenségeknek a képei, amelyeket az adott pillanatban ugyan nem látunk, de amelyeket korábban észleltünk, és most felelevenítünk. Pl.: behunyod a szemed és elképzelsz egy cicát - látod milyen szintű, látod az alakját.
A fantázia azokat a képzeteket jelenti, amelyeket korábban az adott formában soha nem észleltünk. Csak képzelőerő kell hozzá. Pl.: Képzeld el, hogy holnap milyen napod lesz, milyen jegyet kapsz.
A gondolkodás az emberi megnyilvánulás egyedi formája. Fogalmak közvetítésével valósul meg.
A beszéd a gondolatoknak szavakkal való kifejezése, megértés eszköze.
A nyelv az emberek közti érintkezés legfontosabb kifejezőeszköze. Jelek, szavak rendszere, amely a nemzetek történelmi fejlődése során alakult ki.

## Elme
A Karma Kagyü (buddhista) iskola szerint az elme-tudat erő, amely a belső és külső világunk teremtője. Az elme állandóan változik, és a tudatállapot változásával a világot is másként észleljük. Megszoktuk, hogy a világot a dolgok terének lássuk, és a dolgok szemszögéből nézzük. A „figyelő”, a jelenségek észlelője – az elme.
A karma kagyü iskola megfogalmazása szerint az elme hozza létre a testet és a beszédet. Elménk nélkül sem testünk, sem beszédünk nem létezne, ezért az elme a legfontosabb e három közül. Mindazt, amit teszünk vagy mondunk, megelőzi egy gondolat, egy szándék. Ha például leülünk, előtte arra gondolunk, hogy le kéne ülni, fáradtak vagyunk stb. Könnyen belátható, hogy valamiféle gondolat minden cselekedetet vagy közlést megelőz. Ez még akkor is így van, ha ezt a megelőző gondolatot, szándékot nem tudatosítjuk.
A buddhisták szerint a halállal nincs vége létünknek, csak a testi életünk ér véget. Egy bizonyos ponton az elme-tudat többé nem ragaszkodik hozzá, hanem elhagyja. A halál után elménk folytatja létét, és ha a megfelelő belső adottságok és külső feltételek létrejönnek, talál magának egy új lehetőséget, hogy újra hús-vér testben létezzen. Elménknek a halál utáni, hús-vér test nélküli állapotában elmeteste van, amelyről nem tudjuk, hogy anyagtalan, ahogy az álmodó sem tudja, hogy álmában nem anyagi testben és világban van. Elmetestünk a múltbeli cselekedeteink visszahatásának kényszerítő ereje által sodródik. Ez egy rémálomszerű, zavaros állapot.

## A biocentrizmus (elmélet)
A biocentrizmus szerint az emberi tudat határozza meg a tárgyak formáját és méretét. Magyarán: ha az ember ránéz az égre, tudja, hogy kék. Viszont ez csupán tanult tudás, és az agyunkban lévő sejteket meg lehet úgy változtatni, hogy azt kék helyet vörösnek vagy sárgának lássa. Idő és a tér nem úgy viselkednek, ahogy a tudat mutatja, annak csupán eszközei. Az elmélet alapjai szerint tehát a halál és a halhatatlanság is egy olyan világban létezik, ami nincsenek időbeli-térbeli határai, ugyanígy végtelen számú párhuzamos világok is léteznek egy időben. Sőt, amint Lanza könyvében állítja: minden, ami megtörténhet, meg is történek a multiuniverzumban. Éppen ezért a professzor szerint a halál sem létezhet hagyományos értelemben. Lényeg: amit látunk, azt a tudatunknak köszönhetjük, a tudatunk ad értelmet a világnak. Véleménye szerint az anyagnak és az energiának van részecske- és hullámtermészete is, attól függően hogy hogy észleli a tudatunk. Lanza téziseit a kétrés-kísérlettel próbálja alátámasztani, ami a fény kvantumjaival, a fotonokkal foglalkozik.